# Boiga ranawanei
Boiga ranawanei este o specie de șerpi din genul Boiga, familia Colubridae, descrisă de Samarawickrama, Samarawickrama, Wijesena și Nikolai L. Orlov în anul 2005. Conform Catalogue of Life specia Boiga ranawanei nu are subspecii cunoscute.